# Рада, Иосиф
Иосиф Рада (исп. Jose Rada, OAR; 17 ноября 1861, Сарагоса, Арагон — 25 июля 1936, Мотриль, Андалусия) — блаженный Римско-католической церкви, священник, монах из католического монашеского ордена августинцев, мученик. Один из восьми мотрильских мучеников.

## Биография
В 16 лет вступил в новициат монашеского ордена августинцев. 1 июля 1884 года, вместе с Леоном Инчаусти, был направлен на миссию в Манилу, Филиппины, где был рукоположён в сан священника в ноябре 1884 года. В течение 14 лет служил настоятелем. В 1912 году был переведён в Бразилию. В 1925 году возвратился в Испанию, где служил в различных приходах в Андалузии.
Начало Гражданской войны в Испании застал в приходе города Мотриль. 25 июля 1936 года был насильно изгнан из монастыря и расстрелян на улице республиканской милицией вместе с другими семью мотрильскими мучениками.

## Прославление
7 марта 1999 года был причислен к лику блаженных вместе с другими мотрильскими мучениками римским папой Иоанном Павлом II.
День памяти в Католической церкви — 5 мая.

## Источник
- L’Osservatore Romano". № 5-6 (213) 1999. Mario Agnes, ISSN 1122-7249.